# Reinhard Furrer
Pour les articles homonymes, voir Furrer.
Reinhard Alfred Furrer, né le 25 novembre 1940 à Wörgl et mort le 9 septembre 1995 à Berlin, est un astronaute allemand qui a effectué une mission en 1985 en tant que spécialiste de mission à bord de la navette spatiale américaine.

## Biographie
Reinhard Furrer est né à Wörgl. Il effectue des études supérieures de physique à l'université de Kiel puis à l'université libre de Berlin où il décroche un doctorat en 1972. En 1964, il participe à la construction du tunnel 57 qui passe sous le mur de Berlin et permet à 57 Allemands de l'Est de passer à l'ouest mais qui cause la mort du jeune officier Egon Schultz. En 1974, il est professeur assistant puis devient professeur d'université à Stuttgart en 1979. Il effectue un séjour de deux ans en tant que chercheur invité au laboratoire national d'Argonne et à l'université de Chicago (États-Unis) en 1980-1981. En 1977 Furrer se porte candidat auprès de l'agence spatiale allemande (DFVLR aujourd'hui Deutsches Zentrum für Luft- und Raumfahrt ou DLR)  pour devenir astronaute et participer à la première mission du laboratoire spatial Spacelab. Celui-ci, construit en grande partie en Allemagne, doit voler dans la soute de la navette spatiale américaine. Ulf Merbold est préféré à Furrer mais ce dernier est finalement sélectionné en 1982 pour le deuxième vol de Spacelab. Il participe ainsi en tant que spécialiste de mission au vol STS-61-A qui a lieu en octobre 1985.
Après ce vol, il retourne, en 1987, à l'enseignement et occupe le poste de directeur des sciences spatiales à l'université libre de Berlin. Furrer est un pilote d'avion expérimenté qui a effectué de nombreux raids en monomoteur. Le 9 septembre 1995, au cours d'un meeting aérien, il est tué en effectuant une figure de voltige aérienne à bord d'un chasseur de la Seconde Guerre mondiale de type Messerschmitt Bf 108.

## Vol effectué
Il réalise un unique vol en tant que spécialiste de charge utile, le 30 octobre 1985, à bord du vol Challenger STS-61-A.